# Cheirodendron dominii
Cheirodendron dominii är en araliaväxtart som beskrevs av Vladimír Joseph Krajina. Cheirodendron dominii ingår i släktet Cheirodendron och familjen Araliaceae. Inga underarter finns listade.